# 스타니슬라프 마놀레프
스타니슬라프 류베노프 마놀레프(불가리아어: Станислав Любенов Манолев, 1985년 12월 16일~)는 불가리아의 축구 선수이다.

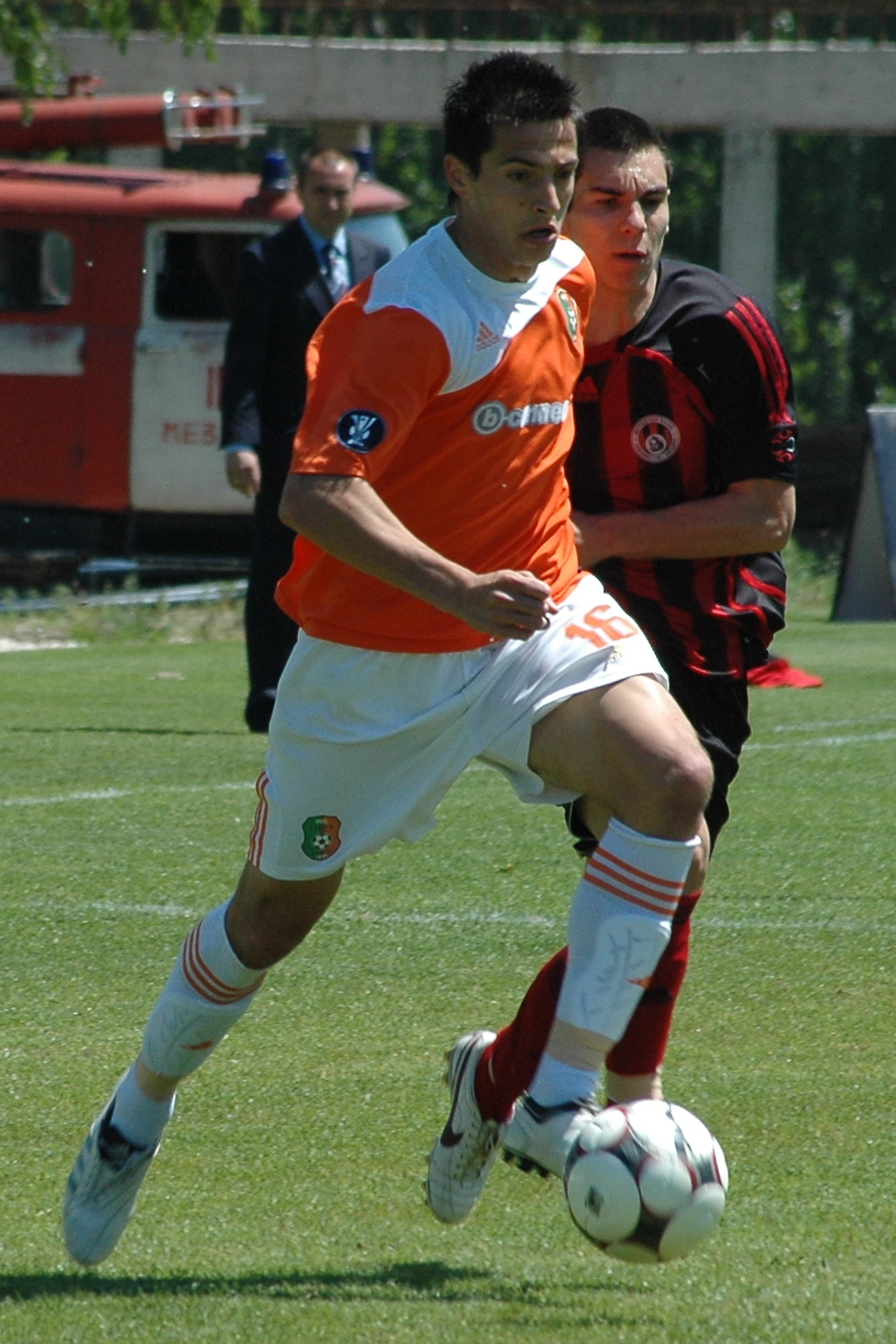
2009년의 마놀레프